# Agrimonia nipponica
Agrimonia nipponica är en rosväxtart som beskrevs av Gen-Iti Koidzumi. Agrimonia nipponica ingår i släktet småborrar, och familjen rosväxter. Utöver nominatformen finns också underarten A. n. occidentalis.